# Agrotis brenna
Agrotis brenna là một loài bướm đêm trong họ Noctuidae.